# 本郷村 (長野県諏訪郡)
本郷村（ほんごうむら）は長野県諏訪郡にあった村。現在の富士見町大字乙事・立沢にあたる。

## 地理
- 山：権現岳、旭岳、赤岳、西岳
- 河川：立場川

## 歴史

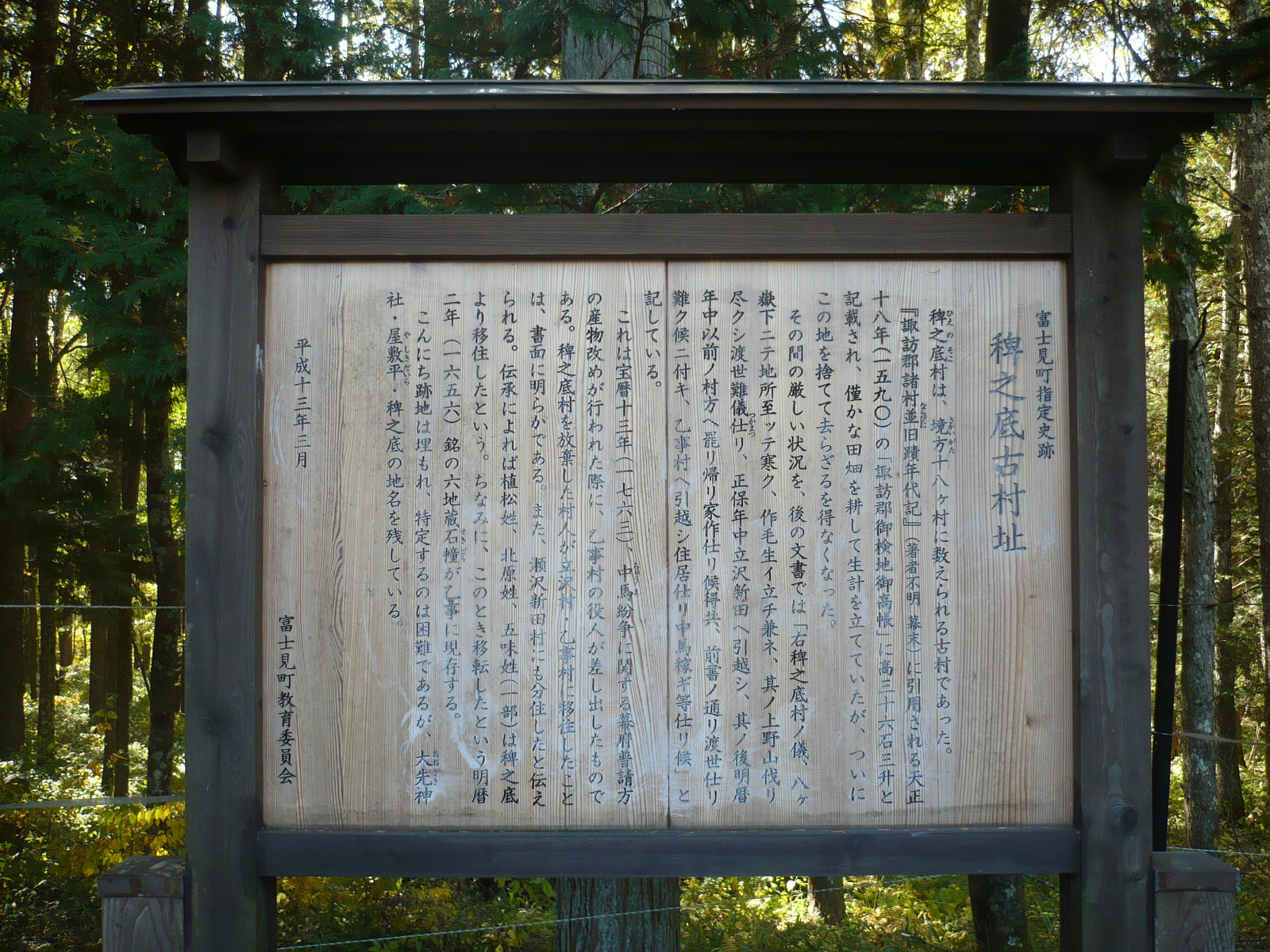
旧稗之底村址

- 1875年（明治8年）3月7日 - 筑摩県諏訪郡乙事村・立沢村が合併して本郷村（第1次）となる。
- 1876年（明治9年）8月21日 - 長野県の所属となる。
- 1883年（明治16年） - 本郷村（第1次）が分割されて乙事村・立沢村となる。
- 1889年（明治22年）4月1日 - 町村制の施行により、乙事村・立沢村の区域をもって本郷村（第2次）が発足。
- 1955年（昭和30年）4月1日 - 富士見村・境村・落合村と合併して富士見町が発足。同日本郷村廃止。

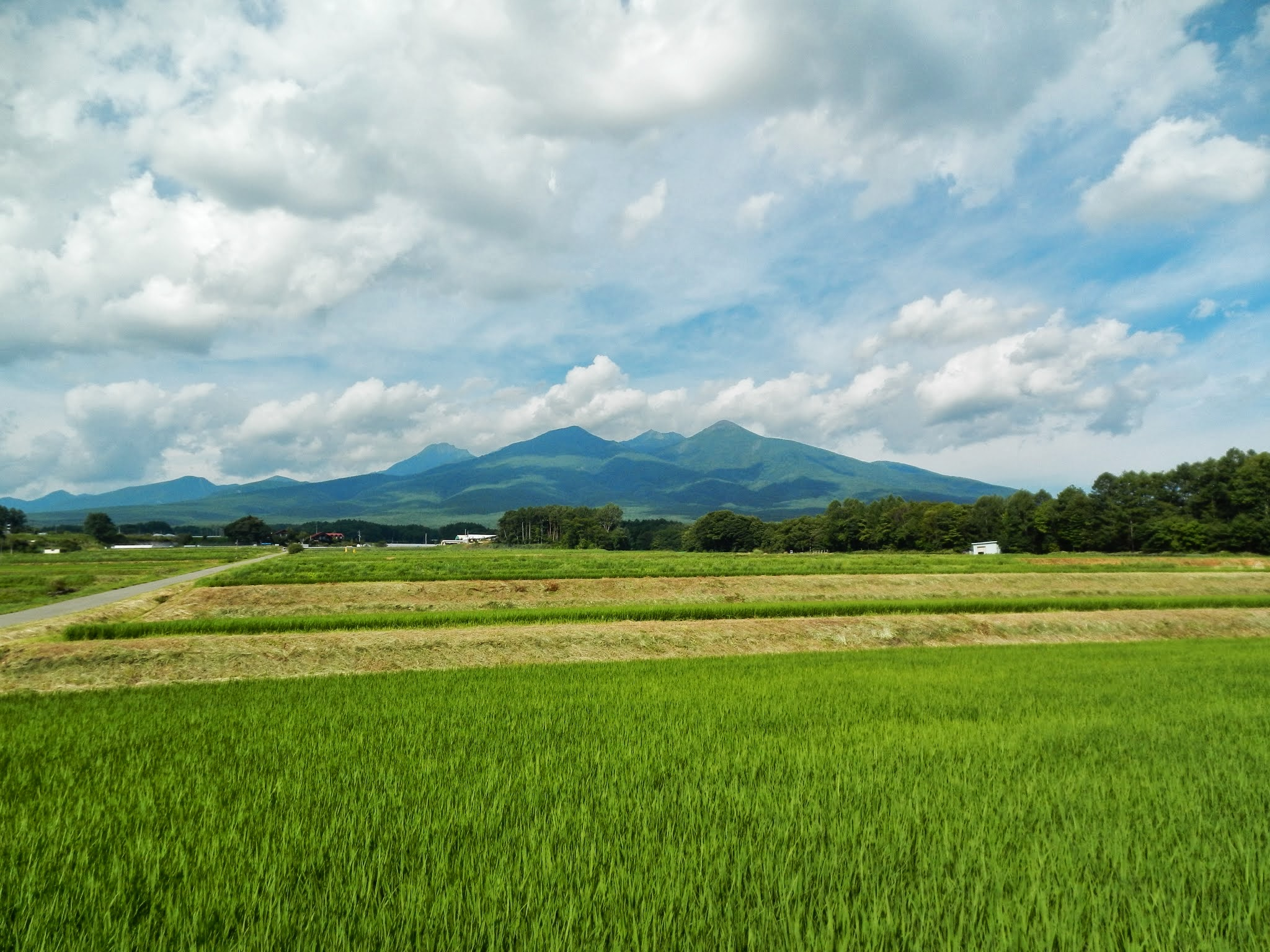
富士見町立沢

## 交通

### 鉄道路線
村域を日本国有鉄道の中央本線が通過したが、駅は所在しなかった。

### 道路
現在は旧村域を中央自動車道が通過するが、当時は未開通。